# France aux Jeux paralympiques d'été de 1964
La France participe aux Jeux olympiques de 1964 à Tokyo au Japon. Il s'agit de sa 2e participation à des Jeux paralympiques d'été.
Avec un total de 28 athlètes francais, la France parvient à se hisser à la 11e place dans le classement par nation.

## Bilan général

### Bilan par sport
| Place | Sport       | Médaille d'or, Jeux paralympiques | Médaille d'argent, Jeux paralympiques | Médaille de bronze, Jeux paralympiques | Total | Rang pays |
| ----- | ----------- | --------------------------------- | ------------------------------------- | -------------------------------------- | ----- | --------- |
| 1     | Escrime     | 3                                 | 1                                     | 1                                      | 5     |           |
| 2     | Tir à l'arc | 1                                 | 1                                     | 1                                      | 3     |           |
| 3     | Athlétisme  | 0                                 | 0                                     | 1                                      | 1     |           |
| 3     | Natation    | 0                                 | 0                                     | 1                                      | 1     |           |
| Total | Total       | 4                                 | 2                                     | 4                                      | 10    | 11e       |

### Bilan par sexe
| Sexe   | Médaille d'or, Jeux paralympiques | Médaille d'argent, Jeux paralympiques | Médaille de bronze, Jeux paralympiques | Total |
| ------ | --------------------------------- | ------------------------------------- | -------------------------------------- | ----- |
| Hommes | 4                                 | 2                                     | 3                                      | 8     |
| Femmes | 0                                 | 0                                     | 1                                      | 1     |
| Mixte  | 0                                 | 0                                     | 0                                      | 1     |
| Total  | 4                                 | 2                                     | 4                                      | 10    |

## Médaillés

### Médailles d’or
| Sport              | Discipline        | Sportifs                              | Performance | Date |
| Médailles d’or : 4 |                   |                                       |             |      |
| Escrime            | Épée individuelle | Serge Bec                             |             |      |
| Escrime            | Sabre individuel  | Serge Bec                             |             |      |
| Escrime            | Sabre par équipe  | Serge Bec Michel Foucre Aimé Planchon |             |      |

### Médailles d'argent
| Sport                  | Discipline                | Sportifs                              | Performance | Date |
| Médailles d’argent : 2 |                           |                                       |             |      |
| Escrime                | Épée par équipe           | Serge Bec Michel Foucre Aimé Planchon |             |      |
| Tir à l'arc            | Columbia round par équipe | P. Lecerf M. Musy R. Seguin           |             |      |

### Médailles de bronze
| Sport                   | Discipline        | Sportifs      | Performance | Date |
| Médailles de bronze : 4 |                   |               |             |      |
| Athlétisme              |                   | G. Biron      |             |      |
| Escrime                 | Sabre individuel  | Aimé Planchon |             |      |
| Natation                | 50 m brasse       | Aimé Planchon |             |      |
| Tir à l'arc             | St Nicholas round | P. David      |             |      |